# Marie-Victoire Lemoine
Marie-Victoire Lemoine (París, 1754 – 2 de diciembre de 1820) fue una pintora francesa clasicista.  

## Trayectoria
Fue la hija mayor de Charles Lemoine y Marie-Anne Rousselle. Tuvo dos hermanas, Marie-Denise Villers y Marie-Élisabeth Gabiou, que también se convirtieron en pintoras. A diferencia de ellas que se casaron, a Lemoine permanecer soltera le ayudó a convertirse en una de las pocas mujeres en el arte contemporáneo que vivía de su trabajo artístico. 
A principios de la década de 1770, fue estudiante de François-Guillaume Ménageot con quien vivió y trabajó en una casa adquirida por el comerciante de arte Jean-Baptiste-Pierre Lebrun. Esta vivienda estaba al lado del estudio de Élisabeth-Louise Vigée-Le Brun (1755– 1842), la principal pintora de Francia en aquella época. A partir de 1779, Lemoine vivió en la casa de sus padres hasta que se mudó con su hermana Marie-Élisabeth, donde vivió incluso después de la muerte de su hermana. 
Lemoine pintó principalmente retratos, miniaturas y escenas de género. Participó en numerosos salones, por ejemplo, el Salon de Correspondance de Pahin de la Blancherie en 1779, donde exhibió un retrato de la princesa Lamballe (57 x 45 cm) y continuó exhibiendo sus obras de arte en los salones de 1796, 1798, 1799, 1802, 1804 y 1814. Murió seis años después de su última exposición, a los sesenta y seis años. 

## Galería

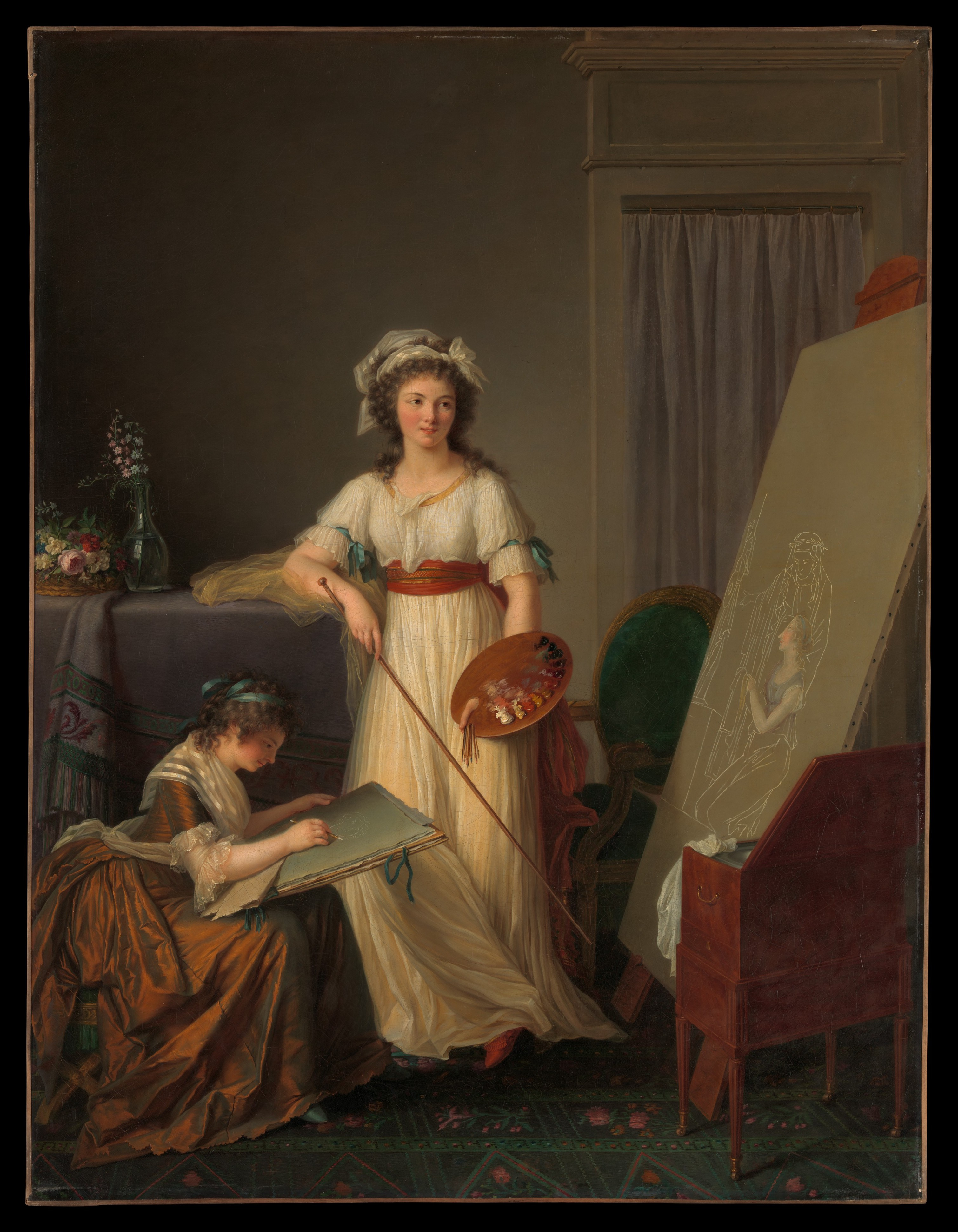
Interior de un taller de una mujer pintora
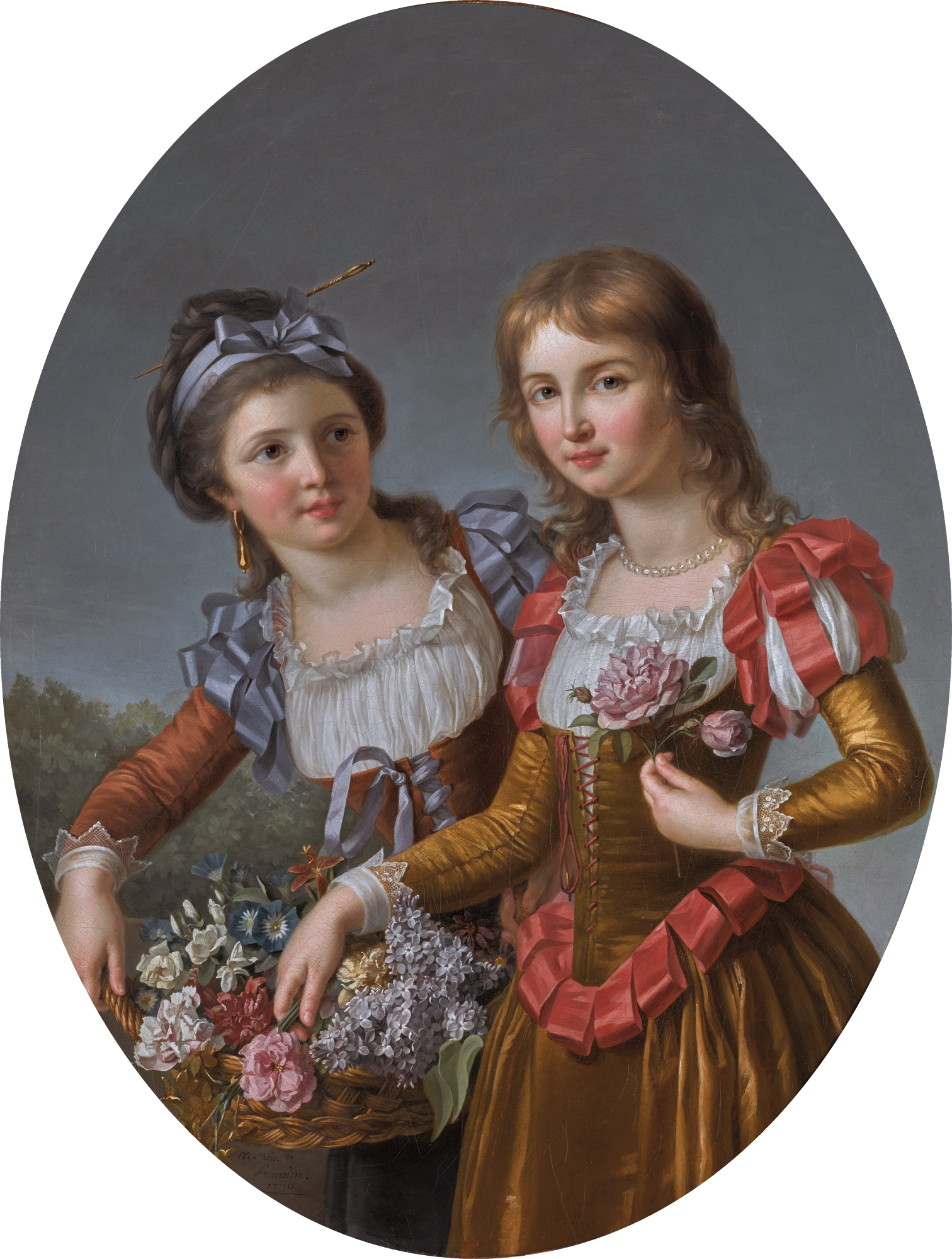
Las dos hermanas
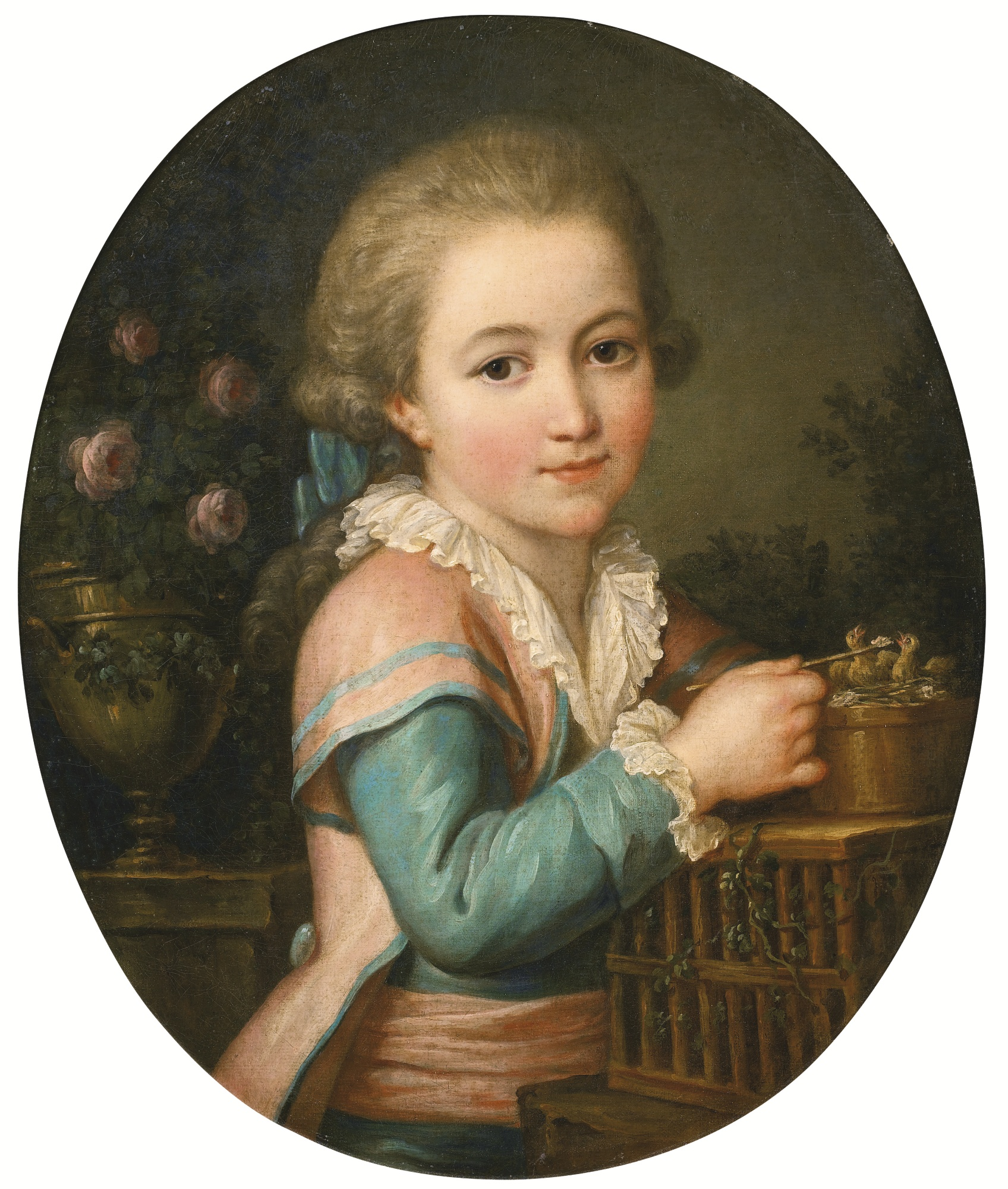
Retrato de un niño alimentando dos pájaros
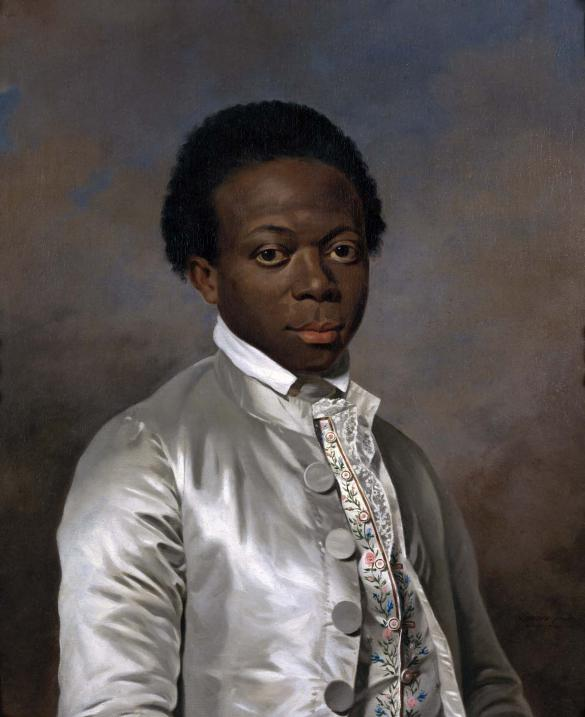
Retrato de "Zamor"